# Presa de Andong
La presa de Andong es una presa de materiales sueltos en el río Nakdong, a 4 km al este de Andong en la provincia de Gyeongsang del Norte, Corea del Sur. 
El objetivo de la presa es la defensa ribereña, el abastecimiento de agua y la generación de energía hidroeléctrica. La construcción de la presa empezó en 1971 y fue completada en 1976. La presa central con núcleo de arcilla y relleno de roca de 83 m de altura retiene un depósito de 1 248 000 000 m³ y provee agua de una central hidroeléctrica reversible a 90 MW. El depósito inferior de la central eléctrica está creado por un vertedero de 20 m de altura y 238 m de longitud. La central eléctrica es operada por la organización Energía Hidroeléctrica y Nuclear de Corea.